# Ornitholestes hermanni
Ornitholestes (il cui nome significa "ladro di uccelli") è un genere estinto di piccolo dinosauro teropode vissuto nel Giurassico superiore, circa 154 milioni di anni fa (Kimmeridgiano), in quella che oggi è il bacino Brushy della Formazione Morrison, della Laurasia occidentale, l'area che sarebbe poi diventata il Nord America.
Ad oggi, Ornitholestes è conosciuto per un unico scheletro parziale dal cranio schiacciato, ritrovato a Bone Cabin Quarry, nei pressi di Medicine Bow, Wyoming, nel 1900. Fu descritto per la prima volta da Henry Fairfield Osborn nel 1903. Una mano incompleta è stata in seguito attribuita a Ornitholestes, anche se alcuni studi attribuiscono tale materiale a Tanycolagreus. Il genere contiene una singola specie, la specie tipo O. hermanni, il cui nome specifico onora l'American Museum of Natural History allestito da Adam Hermann.

## Scoperta e denominazione

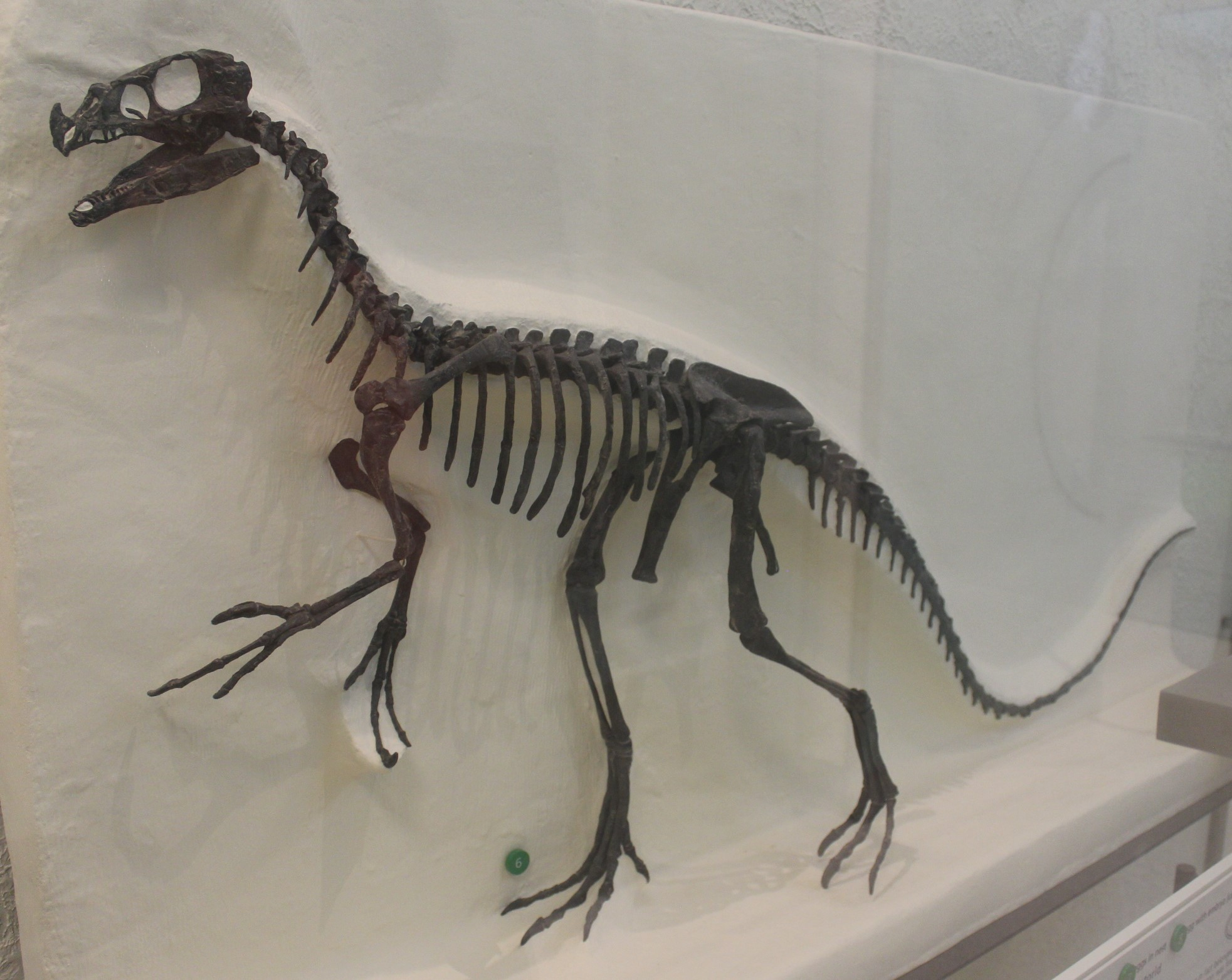
Esemplare olotipo montato all'American Museum of Natural History

Ornitholestes fu il primo teropode ad essere scoperto nel 1900. L'esemplare olotipo (AMNH 619) venne ritrovato nel luglio 1900 nella cava di Bone Cabin nel Wyoming da una spedizione dell'American Museum of Natural History guidata da Peter C. Kaisen, Paul Miller e Frederic Brewster Loomis. L'esemplare rappresenta uno scheletro parziale con cranio, inclusi numerosi elementi della colonna vertebrale, arti anteriori, bacino e arti posteriori. Henry Fairfield Osborn diede il nome e descrisse scientificamente l'esemplare solo nel 1903. Il nome del genere Ornitholestes, inizialmente suggeritogli da Theodore Gill, significa "ladro di uccelli" e deriva dal greco ὄρνις/ornis, ornithos ossia "uccello", e λῃστήσ/lestes ossia "ladro". Il nome della specie, hermanni rende omaggio ad Adam Hermann, il capo preparatore del Museo, che diresse il restauro e il montaggio dell'esemplare.
Una mano incompleta (AMNH 587) venne assegnata ad Ornitholestes da Osborn nella sua descrizione del genere del 1903. Tuttavia, come ha notato Gregory S. Paul (1988), la scarsa conservazione degli elementi corrispondenti nell'esemplare tipo ha reso questa associazione "tentativa". Nel 2005, Kenneth Carpenter et al. hanno descritto un nuovo piccolo teropode dalla Formazione Morrison, Tanycolagreus, il cui scheletro è stato ritrovato nella cava di Bone Cabin a poche centinaia di metri dal sito del ritrovamento dell'esemplare AMNH 587. Poiché l'esemplare AMNH 587 era virtualmente identico alla mano conservata dell'esemplare tipo di Tanycolagreus, oggi si ritiene che la mano appartenga a quest'ultimo anziché ad Ornitholestes. A seguito di questa riassegnazione, Phil Senter (2006) ha osservato che "la nostra conoscenza di Ornitholestes può essere ora tratta solo dall'olotipo". John Foster (2007) ha riferito che alcuni frammenti della cava di Dry Mesa potrebbero appartenere ad Ornitholestes, sebbene questi non siano ancora stati descritti.
Nel 1920 Charles Whitney Gilmore concluse che Ornitholestes era identico a Coelurus; nel 1934 Oliver Perry Hay riconobbe solo una differenza a livello di specie, nominando Coelurus hermanni, ma nel 1980 John Ostrom ripristinò il genere.

## Descrizione

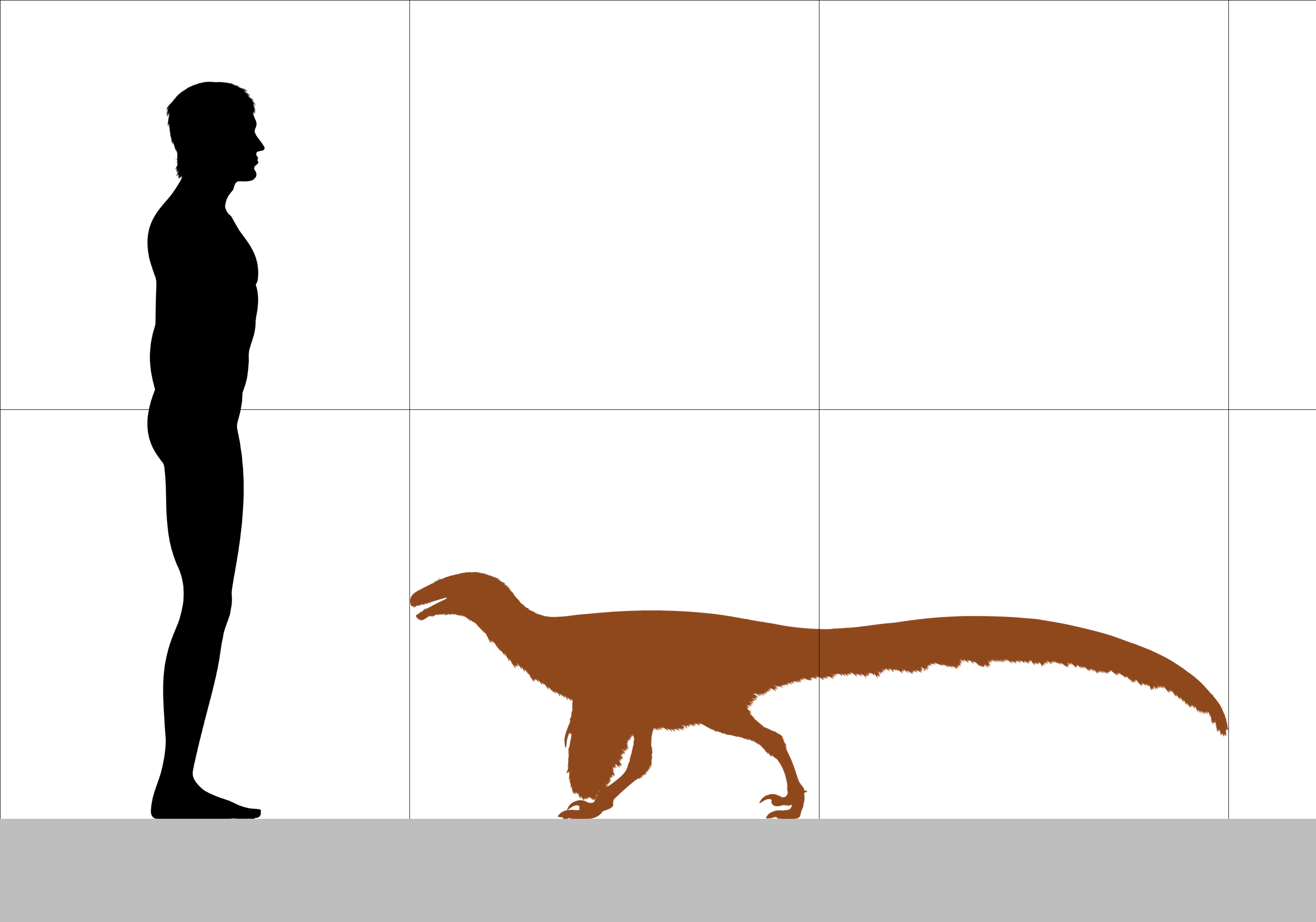
Dimensioni di O. hermanni

Nella sua descrizione del 1903, Osborn affermò che la lunghezza di Ornitholestes "dal cranio lungo la colonna vertebrale come restaurati" era di circa 2,22 metri. Tuttavia, questa ricostruzione era imprecisa, essendo basata in parte sul restauro di Othniel Charles Marsh del sauropodomorfo basale Anchisaurus, e il collo e il tronco erano entrambi troppo allungati. David Norman (1985) e John Foster (2007) stimarono entrambi che una lunghezza di circa 2 metri. Il libro Predatory Dinosaurs of the World di Gregory S. Paul, del 1988, riportava una lunghezza approssimativa di 2,08 metri. Per quanto riguarda il peso dell'animale, sia Paul (1988) che Foster (2007) stimarono che Ornitholestes pesasse circa 12,6 kg. John A. Long e Peter Schouten (2008) suggerirono una cifra leggermente più alta di 15 kg.
Ornitholestes era un piccolo carnivoro bipede. La sua testa era proporzionalmente più piccola di quella della maggior parte degli altri dinosauri predatori, ma il cranio era pesantemente costruito, con un muso corto e una mandibola robusta. Le orbite erano piuttosto grandi, misurando oltre il 25% della lunghezza del cranio. Tuttavia, l'olotipo è sprovvisto di alcuna indicazione di un anello oculare osseo.

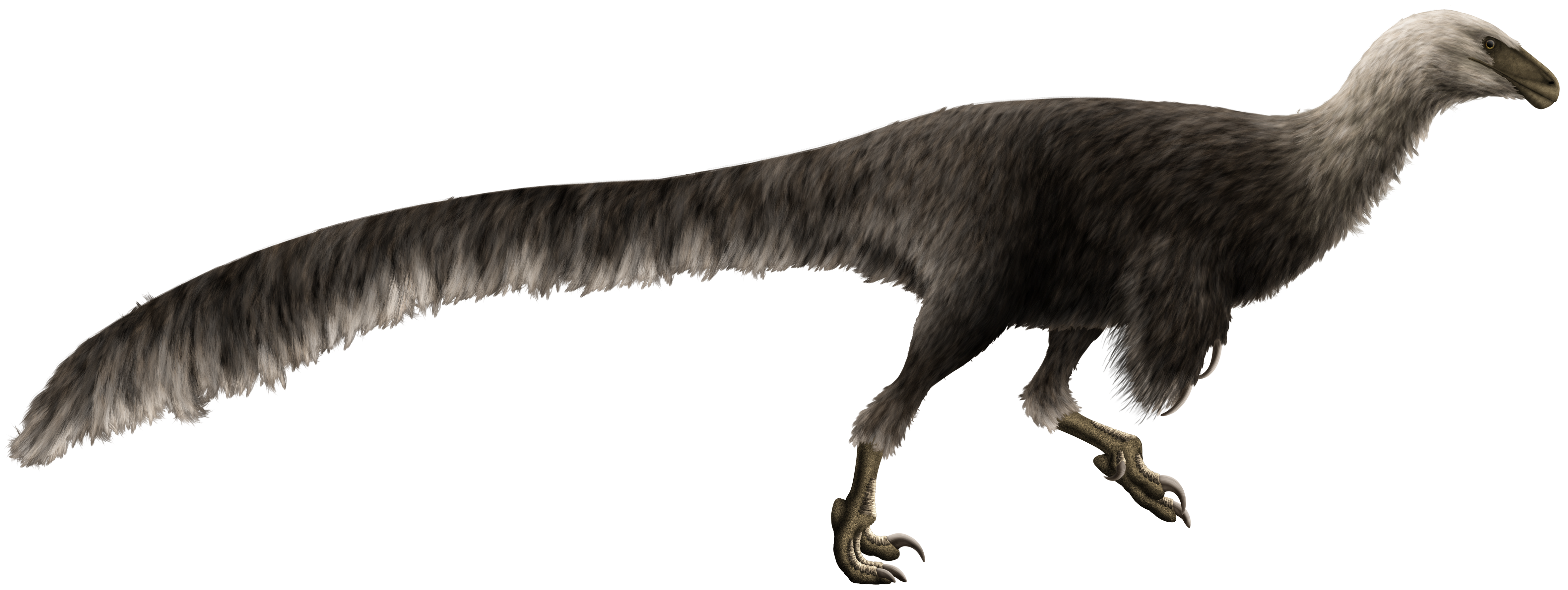
Ricostruzione artistica di O. hermanni

I denti anteriori di Ornitholestes erano in qualche modo conici, con dentellature ridotte; i denti posteriori erano ricurvi e più nettamente seghettati, simili a quelli di altri dinosauri teropodi. Henry Fairfield Osborn (1903) contò quattro denti nella premascella, ed il primo di questi era il dente più grande della mascella. Al contrario, Gregory S. Paul (1988) raffigurò il cranio con soli tre denti premascellari rimanenti, molto più piccoli di quelli illustrati da Osborn. Ogni osso mascellare (osso principale che supporta i denti nella mascella) conteneva dieci denti mentre ogni dentario (osso che supporta i denti della mandibola) conteneva dodici denti. Le file di denti di Ornitholestes erano corte, con la fila dentaria (inferiore) ancora più corta della fila mascellare (superiore), anche se l'osso dentario stesso era eccezionalmente lungo nella sua parte posteriore, raggiungendo la metà della cavità oculare. I denti non si estendevano fino alle orbite e nessuna delle due file di denti si estendeva per più di un terzo del cranio.

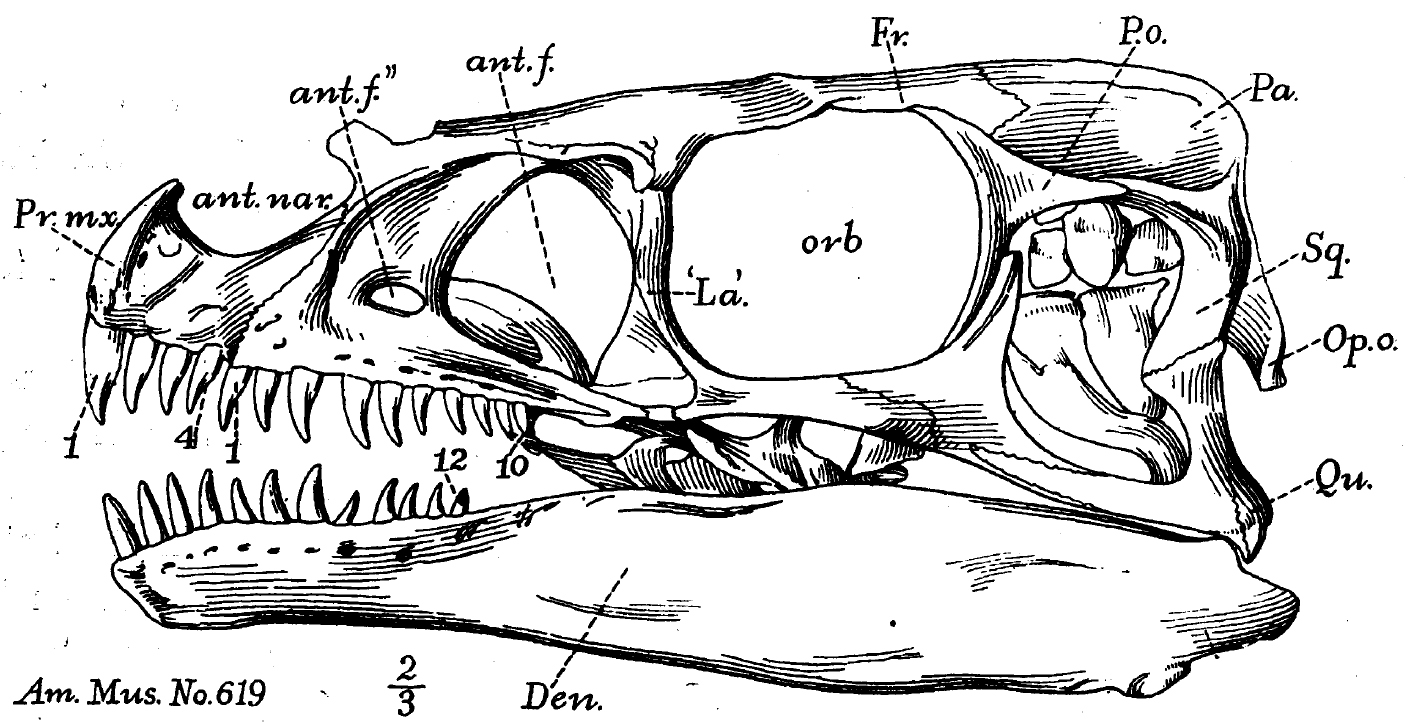
Illustrazione del cranio olotipo secondo Osborn

Il cranio dell'esemplare olotipo di Ornitholestes è rotto a livello della narice, e una porzione d'osso vicino alla narice ossea sembra sporgere verso l'alto, il che ha portato Gregory S. Paul a suggerire in Predatory Dinosaurs of the World (1988) che Ornitholestes possedesse un corno nasale "piuttosto simile alla cresta di un pollo". Sia Oliver WM Rauhut (2003) che Kenneth Carpenter et al. (2005a) respinsero tale interpretazione, indicando che la sporgenza verso l'alto dell'osso era dovuta allo schiacciamento post-mortem del cranio. L'illustrazione aggiornata di Paul di Ornitholestes nella sua Princeton Field Guide to Dinosaurs del 2010 non contiene più il corno nasale, che tuttavia influenzò alcune ricostruzioni dell'animale negli anni successivi alla prima pubblicazione.

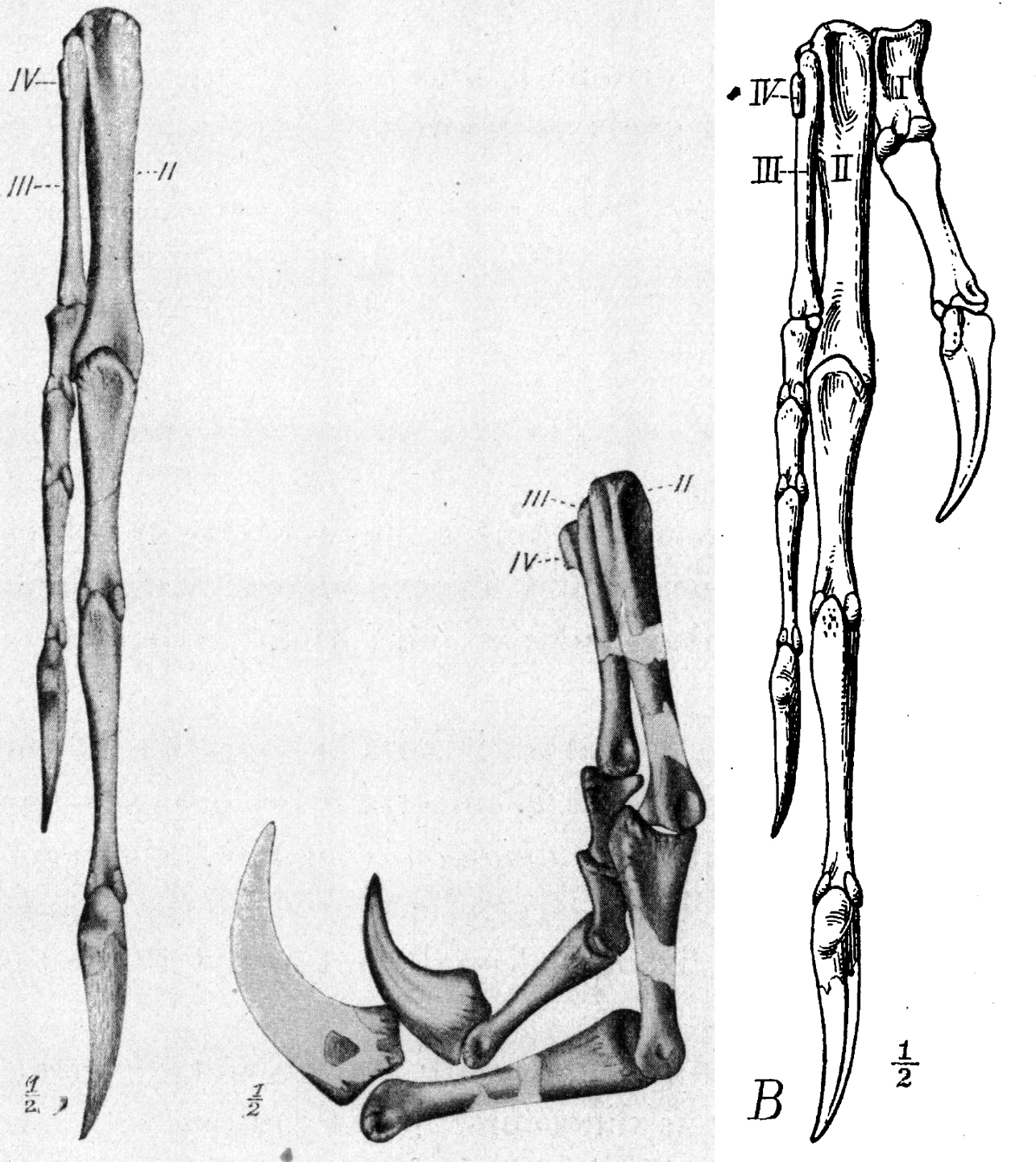
Mano dell'olotipo, con il primo dito restaurato a destra

Ornitholestes possedeva un collo relativamente corto con una leggera curva sigmoide (a forma di S). La coda era lunga e a forma di frusta, e comprendeva più della metà della lunghezza del corpo. Non tutte le vertebre erano conservate nell'olotipo, ma Osborn (1917) stimò che l'animale avessero nove o dieci vertebre cervicali, tredici vertebre dorsali, quattro vertebre sacrali e da 39 a 44 vertebre caudali. Tuttavia, Carpenter et al. (2005) dimostrarono che l'esemplare olotipo conteneva cinque vertebre sacrali. Ornitholestes era un teropode dal corpo corto, e questo si rifletteva nelle dimensioni ridotte antero-posteriori delle vertebre cervicali e dorsali.
Gli arti anteriori di Ornitholestes erano relativamente lunghe, poco meno di due terzi della lunghezza delle zampe posteriori. L'omero era robusto e un po' più lungo del radio e dell'ulna. Sia l'omero che il radio erano avevano un corpo dritto. Gli artigli sulle dita I e II della mano erano più o meno delle stesse dimensioni. Sebbene il terzo ungueale della mano non fosse conservato, l'estrapolazione dai parenti più stretti di Ornitholestes indica che era probabilmente più corto dei primi due.
Ornitholestes viene spesso raffigurato come un teropode veloce e dalle lunghe zampe, ma le ossa degli arti posteriori erano piuttosto corte, indicando che non fosse particolarmente veloce. Osborn (1917) calcolò che la tibia mancante era lunga solo circa il 70,6% del femore. I metatarsi erano molto distanziati, ma non fusi insieme. Come è tipico dei teropodi, i piedi erano tridattili (con tre dita artigliate che sostenevano il peso del corpo). John H. Ostrom (1969) notò che l'artiglio del dito II (il dito più interno del piede) era più grande di quelli dei diti III e IV, e suggerì che questo dito potesse sostenere un artiglio falciforme modificato simile a quello di Deinonychus. Tuttavia, come hanno notato sia Ostrom (1969) che Paul (1988), la scarsa conservazione del dito II rende questa ipotesi difficile da confermare.

## Classificazione

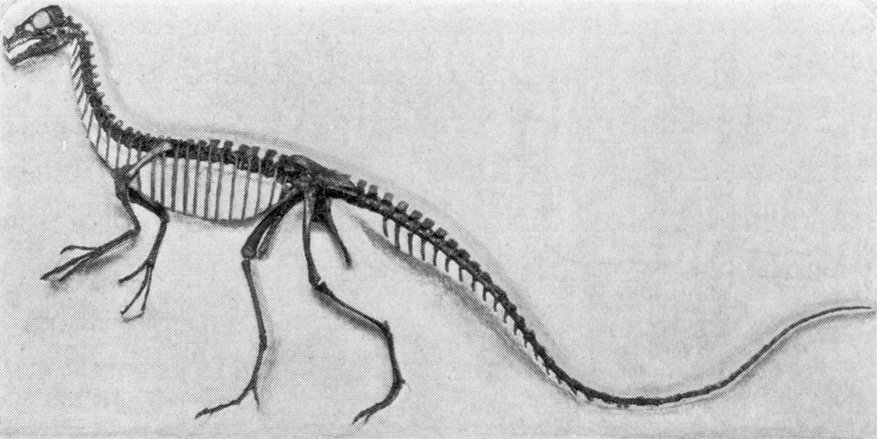
Ricostruzione obsoleta dell'inizio del XX secolo dell'olotipo presso l'AMNH, che si trova tutt'oggi

L'infraordine Coelurosauria, coniato nel 1914 da Friedrich von Huene, era tradizionalmente un cestino tassonomico in cui venivano messi tutti i teropodi di piccole dimensioni. Ornitholestes, a causa delle sue piccole dimensioni, era quindi generalmente classificato come un coelurosauro. Nel 1986, Jacques Gauthier ridefinì questo e molti altri termini paleontologici in modo più rigoroso, basato su metodi cladistici. Tetanurae fu definito come uccelli moderni e tutti i teropodi più strettamente correlati agli uccelli moderni che ai ceratosauri, mentre Coelurosauria ora comprendeva tutti i membri di Tetanurae più strettamente correlati agli uccelli moderni che ai carnosauri. Nel 1988, Gregory S. Paul suggerì che Ornitholestes fosse molto simile nella struttura del cranio a Proceratosaurus, un teropode del Giurassico medio proveniente dall'Inghilterra. Pertanto collocò questi due generi insieme in Ornitholestinae, una nuova sottofamiglia sotto Allosauridae, e ipotizzò che fossero più strettamente imparentati con il ben più grande Allosaurus, piuttosto che con altri piccoli teropodi. Tuttavia, la classificazione di Ornitholestes e Proceratosaurus come parenti degli allosauri si dimostrò insostenibile (quest'ultimo si è poi rivelato essere un tyrannosauroide), e alla fine Paul la abbandonò. Tutte le analisi cladistiche pubblicate hanno dimostrato che Ornitholestes è un coelurosauro come definito da Gauthier. Alcune analisi hanno mostrato supporto all'ipotesi che sia il membro più primitivo del gruppo Maniraptora, sebbene analisi più approfondite abbiano suggerito che sia più primitivo dei Maniraptoriformes, e forse un parente stretto del "compsognathide" Juravenator starkii.
Il seguente cladogramma illustra una sintesi delle relazioni dei principali gruppi di coelurosauri sulla base di vari studi condotti negli anni 2010.
|                   | †Compsognathidae                                                   |
|                   |                                                                    |
| Maniraptoriformes | \| \| †Ornithomimosauria \| \| \| \| \| \| Maniraptora \| \| \| \| |
|                   | \| \| †Ornithomimosauria \| \| \| \| \| \| Maniraptora \| \| \| \| |
|                   | †Ornithomimosauria                                                 |
|                   |                                                                    |
|                   | Maniraptora                                                        |
|                   |                                                                    |

|  | †Ornithomimosauria |
|  |                    |
|  | Maniraptora        |
|  |                    |

|                   | †Compsognathidae                                                   |
|                   |                                                                    |
| Maniraptoriformes | \| \| †Ornithomimosauria \| \| \| \| \| \| Maniraptora \| \| \| \| |
|                   | \| \| †Ornithomimosauria \| \| \| \| \| \| Maniraptora \| \| \| \| |
|                   | †Ornithomimosauria                                                 |
|                   |                                                                    |
|                   | Maniraptora                                                        |
|                   |                                                                    |

|  | †Ornithomimosauria |
|  |                    |
|  | Maniraptora        |
|  |                    |

|                   | †Compsognathidae                                                   |
|                   |                                                                    |
| Maniraptoriformes | \| \| †Ornithomimosauria \| \| \| \| \| \| Maniraptora \| \| \| \| |
|                   | \| \| †Ornithomimosauria \| \| \| \| \| \| Maniraptora \| \| \| \| |
|                   | †Ornithomimosauria                                                 |
|                   |                                                                    |
|                   | Maniraptora                                                        |
|                   |                                                                    |

|  | †Ornithomimosauria |
|  |                    |
|  | Maniraptora        |
|  |                    |

|                   | †Compsognathidae                                                   |
|                   |                                                                    |
| Maniraptoriformes | \| \| †Ornithomimosauria \| \| \| \| \| \| Maniraptora \| \| \| \| |
|                   | \| \| †Ornithomimosauria \| \| \| \| \| \| Maniraptora \| \| \| \| |
|                   | †Ornithomimosauria                                                 |
|                   |                                                                    |
|                   | Maniraptora                                                        |
|                   |                                                                    |

|  | †Ornithomimosauria |
|  |                    |
|  | Maniraptora        |
|  |                    |

|                   | †Compsognathidae                                                   |
|                   |                                                                    |
| Maniraptoriformes | \| \| †Ornithomimosauria \| \| \| \| \| \| Maniraptora \| \| \| \| |
|                   | \| \| †Ornithomimosauria \| \| \| \| \| \| Maniraptora \| \| \| \| |
|                   | †Ornithomimosauria                                                 |
|                   |                                                                    |
|                   | Maniraptora                                                        |
|                   |                                                                    |

|  | †Ornithomimosauria |
|  |                    |
|  | Maniraptora        |
|  |                    |

|                   | †Compsognathidae                                                   |
|                   |                                                                    |
| Maniraptoriformes | \| \| †Ornithomimosauria \| \| \| \| \| \| Maniraptora \| \| \| \| |
|                   | \| \| †Ornithomimosauria \| \| \| \| \| \| Maniraptora \| \| \| \| |
|                   | †Ornithomimosauria                                                 |
|                   |                                                                    |
|                   | Maniraptora                                                        |
|                   |                                                                    |

|  | †Ornithomimosauria |
|  |                    |
|  | Maniraptora        |
|  |                    |

|                   | †Compsognathidae                                                   |
|                   |                                                                    |
| Maniraptoriformes | \| \| †Ornithomimosauria \| \| \| \| \| \| Maniraptora \| \| \| \| |
|                   | \| \| †Ornithomimosauria \| \| \| \| \| \| Maniraptora \| \| \| \| |
|                   | †Ornithomimosauria                                                 |
|                   |                                                                    |
|                   | Maniraptora                                                        |
|                   |                                                                    |

|  | †Ornithomimosauria |
|  |                    |
|  | Maniraptora        |
|  |                    |

|                   | †Compsognathidae                                                   |
|                   |                                                                    |
| Maniraptoriformes | \| \| †Ornithomimosauria \| \| \| \| \| \| Maniraptora \| \| \| \| |
|                   | \| \| †Ornithomimosauria \| \| \| \| \| \| Maniraptora \| \| \| \| |
|                   | †Ornithomimosauria                                                 |
|                   |                                                                    |
|                   | Maniraptora                                                        |
|                   |                                                                    |

|  | †Ornithomimosauria |
|  |                    |
|  | Maniraptora        |
|  |                    |

|                   | †Compsognathidae                                                   |
|                   |                                                                    |
| Maniraptoriformes | \| \| †Ornithomimosauria \| \| \| \| \| \| Maniraptora \| \| \| \| |
|                   | \| \| †Ornithomimosauria \| \| \| \| \| \| Maniraptora \| \| \| \| |
|                   | †Ornithomimosauria                                                 |
|                   |                                                                    |
|                   | Maniraptora                                                        |
|                   |                                                                    |

|  | †Ornithomimosauria |
|  |                    |
|  | Maniraptora        |
|  |                    |

|                   | †Compsognathidae                                                   |
|                   |                                                                    |
| Maniraptoriformes | \| \| †Ornithomimosauria \| \| \| \| \| \| Maniraptora \| \| \| \| |
|                   | \| \| †Ornithomimosauria \| \| \| \| \| \| Maniraptora \| \| \| \| |
|                   | †Ornithomimosauria                                                 |
|                   |                                                                    |
|                   | Maniraptora                                                        |
|                   |                                                                    |

|  | †Ornithomimosauria |
|  |                    |
|  | Maniraptora        |
|  |                    |

|                   | †Compsognathidae                                                   |
|                   |                                                                    |
| Maniraptoriformes | \| \| †Ornithomimosauria \| \| \| \| \| \| Maniraptora \| \| \| \| |
|                   | \| \| †Ornithomimosauria \| \| \| \| \| \| Maniraptora \| \| \| \| |
|                   | †Ornithomimosauria                                                 |
|                   |                                                                    |
|                   | Maniraptora                                                        |
|                   |                                                                    |

|  | †Ornithomimosauria |
|  |                    |
|  | Maniraptora        |
|  |                    |

|                   | †Compsognathidae                                                   |
|                   |                                                                    |
| Maniraptoriformes | \| \| †Ornithomimosauria \| \| \| \| \| \| Maniraptora \| \| \| \| |
|                   | \| \| †Ornithomimosauria \| \| \| \| \| \| Maniraptora \| \| \| \| |
|                   | †Ornithomimosauria                                                 |
|                   |                                                                    |
|                   | Maniraptora                                                        |
|                   |                                                                    |

|  | †Ornithomimosauria |
|  |                    |
|  | Maniraptora        |
|  |                    |

|                   | †Compsognathidae                                                   |
|                   |                                                                    |
| Maniraptoriformes | \| \| †Ornithomimosauria \| \| \| \| \| \| Maniraptora \| \| \| \| |
|                   | \| \| †Ornithomimosauria \| \| \| \| \| \| Maniraptora \| \| \| \| |
|                   | †Ornithomimosauria                                                 |
|                   |                                                                    |
|                   | Maniraptora                                                        |
|                   |                                                                    |

|  | †Ornithomimosauria |
|  |                    |
|  | Maniraptora        |
|  |                    |

|                   | †Compsognathidae                                                   |
|                   |                                                                    |
| Maniraptoriformes | \| \| †Ornithomimosauria \| \| \| \| \| \| Maniraptora \| \| \| \| |
|                   | \| \| †Ornithomimosauria \| \| \| \| \| \| Maniraptora \| \| \| \| |
|                   | †Ornithomimosauria                                                 |
|                   |                                                                    |
|                   | Maniraptora                                                        |
|                   |                                                                    |

|  | †Ornithomimosauria |
|  |                    |
|  | Maniraptora        |
|  |                    |

|                   | †Compsognathidae                                                   |
|                   |                                                                    |
| Maniraptoriformes | \| \| †Ornithomimosauria \| \| \| \| \| \| Maniraptora \| \| \| \| |
|                   | \| \| †Ornithomimosauria \| \| \| \| \| \| Maniraptora \| \| \| \| |
|                   | †Ornithomimosauria                                                 |
|                   |                                                                    |
|                   | Maniraptora                                                        |
|                   |                                                                    |

|  | †Ornithomimosauria |
|  |                    |
|  | Maniraptora        |
|  |                    |

|                   | †Compsognathidae                                                   |
|                   |                                                                    |
| Maniraptoriformes | \| \| †Ornithomimosauria \| \| \| \| \| \| Maniraptora \| \| \| \| |
|                   | \| \| †Ornithomimosauria \| \| \| \| \| \| Maniraptora \| \| \| \| |
|                   | †Ornithomimosauria                                                 |
|                   |                                                                    |
|                   | Maniraptora                                                        |
|                   |                                                                    |

|  | †Ornithomimosauria |
|  |                    |
|  | Maniraptora        |
|  |                    |

|                   | †Compsognathidae                                                   |
|                   |                                                                    |
| Maniraptoriformes | \| \| †Ornithomimosauria \| \| \| \| \| \| Maniraptora \| \| \| \| |
|                   | \| \| †Ornithomimosauria \| \| \| \| \| \| Maniraptora \| \| \| \| |
|                   | †Ornithomimosauria                                                 |
|                   |                                                                    |
|                   | Maniraptora                                                        |
|                   |                                                                    |

|  | †Ornithomimosauria |
|  |                    |
|  | Maniraptora        |
|  |                    |

|                   | †Compsognathidae                                                   |
|                   |                                                                    |
| Maniraptoriformes | \| \| †Ornithomimosauria \| \| \| \| \| \| Maniraptora \| \| \| \| |
|                   | \| \| †Ornithomimosauria \| \| \| \| \| \| Maniraptora \| \| \| \| |
|                   | †Ornithomimosauria                                                 |
|                   |                                                                    |
|                   | Maniraptora                                                        |
|                   |                                                                    |

|  | †Ornithomimosauria |
|  |                    |
|  | Maniraptora        |
|  |                    |

|                   | †Compsognathidae                                                   |
|                   |                                                                    |
| Maniraptoriformes | \| \| †Ornithomimosauria \| \| \| \| \| \| Maniraptora \| \| \| \| |
|                   | \| \| †Ornithomimosauria \| \| \| \| \| \| Maniraptora \| \| \| \| |
|                   | †Ornithomimosauria                                                 |
|                   |                                                                    |
|                   | Maniraptora                                                        |
|                   |                                                                    |

|  | †Ornithomimosauria |
|  |                    |
|  | Maniraptora        |
|  |                    |

|                   | †Compsognathidae                                                   |
|                   |                                                                    |
| Maniraptoriformes | \| \| †Ornithomimosauria \| \| \| \| \| \| Maniraptora \| \| \| \| |
|                   | \| \| †Ornithomimosauria \| \| \| \| \| \| Maniraptora \| \| \| \| |
|                   | †Ornithomimosauria                                                 |
|                   |                                                                    |
|                   | Maniraptora                                                        |
|                   |                                                                    |

|  | †Ornithomimosauria |
|  |                    |
|  | Maniraptora        |
|  |                    |

|                   | †Compsognathidae                                                   |
|                   |                                                                    |
| Maniraptoriformes | \| \| †Ornithomimosauria \| \| \| \| \| \| Maniraptora \| \| \| \| |
|                   | \| \| †Ornithomimosauria \| \| \| \| \| \| Maniraptora \| \| \| \| |
|                   | †Ornithomimosauria                                                 |
|                   |                                                                    |
|                   | Maniraptora                                                        |
|                   |                                                                    |

|  | †Ornithomimosauria |
|  |                    |
|  | Maniraptora        |
|  |                    |

|                   | †Compsognathidae                                                   |
|                   |                                                                    |
| Maniraptoriformes | \| \| †Ornithomimosauria \| \| \| \| \| \| Maniraptora \| \| \| \| |
|                   | \| \| †Ornithomimosauria \| \| \| \| \| \| Maniraptora \| \| \| \| |
|                   | †Ornithomimosauria                                                 |
|                   |                                                                    |
|                   | Maniraptora                                                        |
|                   |                                                                    |

|  | †Ornithomimosauria |
|  |                    |
|  | Maniraptora        |
|  |                    |

|                   | †Compsognathidae                                                   |
|                   |                                                                    |
| Maniraptoriformes | \| \| †Ornithomimosauria \| \| \| \| \| \| Maniraptora \| \| \| \| |
|                   | \| \| †Ornithomimosauria \| \| \| \| \| \| Maniraptora \| \| \| \| |
|                   | †Ornithomimosauria                                                 |
|                   |                                                                    |
|                   | Maniraptora                                                        |
|                   |                                                                    |

|  | †Ornithomimosauria |
|  |                    |
|  | Maniraptora        |
|  |                    |

|                   | †Compsognathidae                                                   |
|                   |                                                                    |
| Maniraptoriformes | \| \| †Ornithomimosauria \| \| \| \| \| \| Maniraptora \| \| \| \| |
|                   | \| \| †Ornithomimosauria \| \| \| \| \| \| Maniraptora \| \| \| \| |
|                   | †Ornithomimosauria                                                 |
|                   |                                                                    |
|                   | Maniraptora                                                        |
|                   |                                                                    |

|  | †Ornithomimosauria |
|  |                    |
|  | Maniraptora        |
|  |                    |

|                   | †Compsognathidae                                                   |
|                   |                                                                    |
| Maniraptoriformes | \| \| †Ornithomimosauria \| \| \| \| \| \| Maniraptora \| \| \| \| |
|                   | \| \| †Ornithomimosauria \| \| \| \| \| \| Maniraptora \| \| \| \| |
|                   | †Ornithomimosauria                                                 |
|                   |                                                                    |
|                   | Maniraptora                                                        |
|                   |                                                                    |

|  | †Ornithomimosauria |
|  |                    |
|  | Maniraptora        |
|  |                    |

|                   | †Compsognathidae                                                   |
|                   |                                                                    |
| Maniraptoriformes | \| \| †Ornithomimosauria \| \| \| \| \| \| Maniraptora \| \| \| \| |
|                   | \| \| †Ornithomimosauria \| \| \| \| \| \| Maniraptora \| \| \| \| |
|                   | †Ornithomimosauria                                                 |
|                   |                                                                    |
|                   | Maniraptora                                                        |
|                   |                                                                    |

|  | †Ornithomimosauria |
|  |                    |
|  | Maniraptora        |
|  |                    |

|                   | †Compsognathidae                                                   |
|                   |                                                                    |
| Maniraptoriformes | \| \| †Ornithomimosauria \| \| \| \| \| \| Maniraptora \| \| \| \| |
|                   | \| \| †Ornithomimosauria \| \| \| \| \| \| Maniraptora \| \| \| \| |
|                   | †Ornithomimosauria                                                 |
|                   |                                                                    |
|                   | Maniraptora                                                        |
|                   |                                                                    |

|  | †Ornithomimosauria |
|  |                    |
|  | Maniraptora        |
|  |                    |

|                   | †Compsognathidae                                                   |
|                   |                                                                    |
| Maniraptoriformes | \| \| †Ornithomimosauria \| \| \| \| \| \| Maniraptora \| \| \| \| |
|                   | \| \| †Ornithomimosauria \| \| \| \| \| \| Maniraptora \| \| \| \| |
|                   | †Ornithomimosauria                                                 |
|                   |                                                                    |
|                   | Maniraptora                                                        |
|                   |                                                                    |

|  | †Ornithomimosauria |
|  |                    |
|  | Maniraptora        |
|  |                    |

|                   | †Compsognathidae                                                   |
|                   |                                                                    |
| Maniraptoriformes | \| \| †Ornithomimosauria \| \| \| \| \| \| Maniraptora \| \| \| \| |
|                   | \| \| †Ornithomimosauria \| \| \| \| \| \| Maniraptora \| \| \| \| |
|                   | †Ornithomimosauria                                                 |
|                   |                                                                    |
|                   | Maniraptora                                                        |
|                   |                                                                    |

|  | †Ornithomimosauria |
|  |                    |
|  | Maniraptora        |
|  |                    |

|                   | †Compsognathidae                                                   |
|                   |                                                                    |
| Maniraptoriformes | \| \| †Ornithomimosauria \| \| \| \| \| \| Maniraptora \| \| \| \| |
|                   | \| \| †Ornithomimosauria \| \| \| \| \| \| Maniraptora \| \| \| \| |
|                   | †Ornithomimosauria                                                 |
|                   |                                                                    |
|                   | Maniraptora                                                        |
|                   |                                                                    |

|  | †Ornithomimosauria |
|  |                    |
|  | Maniraptora        |
|  |                    |

|                   | †Compsognathidae                                                   |
|                   |                                                                    |
| Maniraptoriformes | \| \| †Ornithomimosauria \| \| \| \| \| \| Maniraptora \| \| \| \| |
|                   | \| \| †Ornithomimosauria \| \| \| \| \| \| Maniraptora \| \| \| \| |
|                   | †Ornithomimosauria                                                 |
|                   |                                                                    |
|                   | Maniraptora                                                        |
|                   |                                                                    |

|  | †Ornithomimosauria |
|  |                    |
|  | Maniraptora        |
|  |                    |

|                   | †Compsognathidae                                                   |
|                   |                                                                    |
| Maniraptoriformes | \| \| †Ornithomimosauria \| \| \| \| \| \| Maniraptora \| \| \| \| |
|                   | \| \| †Ornithomimosauria \| \| \| \| \| \| Maniraptora \| \| \| \| |
|                   | †Ornithomimosauria                                                 |
|                   |                                                                    |
|                   | Maniraptora                                                        |
|                   |                                                                    |

|  | †Ornithomimosauria |
|  |                    |
|  | Maniraptora        |
|  |                    |

|                   | †Compsognathidae                                                   |
|                   |                                                                    |
| Maniraptoriformes | \| \| †Ornithomimosauria \| \| \| \| \| \| Maniraptora \| \| \| \| |
|                   | \| \| †Ornithomimosauria \| \| \| \| \| \| Maniraptora \| \| \| \| |
|                   | †Ornithomimosauria                                                 |
|                   |                                                                    |
|                   | Maniraptora                                                        |
|                   |                                                                    |

|  | †Ornithomimosauria |
|  |                    |
|  | Maniraptora        |
|  |                    |

|                   | †Compsognathidae                                                   |
|                   |                                                                    |
| Maniraptoriformes | \| \| †Ornithomimosauria \| \| \| \| \| \| Maniraptora \| \| \| \| |
|                   | \| \| †Ornithomimosauria \| \| \| \| \| \| Maniraptora \| \| \| \| |
|                   | †Ornithomimosauria                                                 |
|                   |                                                                    |
|                   | Maniraptora                                                        |
|                   |                                                                    |

|  | †Ornithomimosauria |
|  |                    |
|  | Maniraptora        |
|  |                    |

|                   | †Compsognathidae                                                   |
|                   |                                                                    |
| Maniraptoriformes | \| \| †Ornithomimosauria \| \| \| \| \| \| Maniraptora \| \| \| \| |
|                   | \| \| †Ornithomimosauria \| \| \| \| \| \| Maniraptora \| \| \| \| |
|                   | †Ornithomimosauria                                                 |
|                   |                                                                    |
|                   | Maniraptora                                                        |
|                   |                                                                    |

|  | †Ornithomimosauria |
|  |                    |
|  | Maniraptora        |
|  |                    |

|                   | †Compsognathidae                                                   |
|                   |                                                                    |
| Maniraptoriformes | \| \| †Ornithomimosauria \| \| \| \| \| \| Maniraptora \| \| \| \| |
|                   | \| \| †Ornithomimosauria \| \| \| \| \| \| Maniraptora \| \| \| \| |
|                   | †Ornithomimosauria                                                 |
|                   |                                                                    |
|                   | Maniraptora                                                        |
|                   |                                                                    |

|  | †Ornithomimosauria |
|  |                    |
|  | Maniraptora        |
|  |                    |

|                   | †Compsognathidae                                                   |
|                   |                                                                    |
| Maniraptoriformes | \| \| †Ornithomimosauria \| \| \| \| \| \| Maniraptora \| \| \| \| |
|                   | \| \| †Ornithomimosauria \| \| \| \| \| \| Maniraptora \| \| \| \| |
|                   | †Ornithomimosauria                                                 |
|                   |                                                                    |
|                   | Maniraptora                                                        |
|                   |                                                                    |

|  | †Ornithomimosauria |
|  |                    |
|  | Maniraptora        |
|  |                    |

|                   | †Compsognathidae                                                   |
|                   |                                                                    |
| Maniraptoriformes | \| \| †Ornithomimosauria \| \| \| \| \| \| Maniraptora \| \| \| \| |
|                   | \| \| †Ornithomimosauria \| \| \| \| \| \| Maniraptora \| \| \| \| |
|                   | †Ornithomimosauria                                                 |
|                   |                                                                    |
|                   | Maniraptora                                                        |
|                   |                                                                    |

|  | †Ornithomimosauria |
|  |                    |
|  | Maniraptora        |
|  |                    |

|                   | †Compsognathidae                                                   |
|                   |                                                                    |
| Maniraptoriformes | \| \| †Ornithomimosauria \| \| \| \| \| \| Maniraptora \| \| \| \| |
|                   | \| \| †Ornithomimosauria \| \| \| \| \| \| Maniraptora \| \| \| \| |
|                   | †Ornithomimosauria                                                 |
|                   |                                                                    |
|                   | Maniraptora                                                        |
|                   |                                                                    |

|  | †Ornithomimosauria |
|  |                    |
|  | Maniraptora        |
|  |                    |

|                   | †Compsognathidae                                                   |
|                   |                                                                    |
| Maniraptoriformes | \| \| †Ornithomimosauria \| \| \| \| \| \| Maniraptora \| \| \| \| |
|                   | \| \| †Ornithomimosauria \| \| \| \| \| \| Maniraptora \| \| \| \| |
|                   | †Ornithomimosauria                                                 |
|                   |                                                                    |
|                   | Maniraptora                                                        |
|                   |                                                                    |

|  | †Ornithomimosauria |
|  |                    |
|  | Maniraptora        |
|  |                    |

|                   | †Compsognathidae                                                   |
|                   |                                                                    |
| Maniraptoriformes | \| \| †Ornithomimosauria \| \| \| \| \| \| Maniraptora \| \| \| \| |
|                   | \| \| †Ornithomimosauria \| \| \| \| \| \| Maniraptora \| \| \| \| |
|                   | †Ornithomimosauria                                                 |
|                   |                                                                    |
|                   | Maniraptora                                                        |
|                   |                                                                    |

|  | †Ornithomimosauria |
|  |                    |
|  | Maniraptora        |
|  |                    |

|                   | †Compsognathidae                                                   |
|                   |                                                                    |
| Maniraptoriformes | \| \| †Ornithomimosauria \| \| \| \| \| \| Maniraptora \| \| \| \| |
|                   | \| \| †Ornithomimosauria \| \| \| \| \| \| Maniraptora \| \| \| \| |
|                   | †Ornithomimosauria                                                 |
|                   |                                                                    |
|                   | Maniraptora                                                        |
|                   |                                                                    |

|  | †Ornithomimosauria |
|  |                    |
|  | Maniraptora        |
|  |                    |

|                   | †Compsognathidae                                                   |
|                   |                                                                    |
| Maniraptoriformes | \| \| †Ornithomimosauria \| \| \| \| \| \| Maniraptora \| \| \| \| |
|                   | \| \| †Ornithomimosauria \| \| \| \| \| \| Maniraptora \| \| \| \| |
|                   | †Ornithomimosauria                                                 |
|                   |                                                                    |
|                   | Maniraptora                                                        |
|                   |                                                                    |

|  | †Ornithomimosauria |
|  |                    |
|  | Maniraptora        |
|  |                    |

|                   | †Compsognathidae                                                   |
|                   |                                                                    |
| Maniraptoriformes | \| \| †Ornithomimosauria \| \| \| \| \| \| Maniraptora \| \| \| \| |
|                   | \| \| †Ornithomimosauria \| \| \| \| \| \| Maniraptora \| \| \| \| |
|                   | †Ornithomimosauria                                                 |
|                   |                                                                    |
|                   | Maniraptora                                                        |
|                   |                                                                    |

|  | †Ornithomimosauria |
|  |                    |
|  | Maniraptora        |
|  |                    |

|                   | †Compsognathidae                                                   |
|                   |                                                                    |
| Maniraptoriformes | \| \| †Ornithomimosauria \| \| \| \| \| \| Maniraptora \| \| \| \| |
|                   | \| \| †Ornithomimosauria \| \| \| \| \| \| Maniraptora \| \| \| \| |
|                   | †Ornithomimosauria                                                 |
|                   |                                                                    |
|                   | Maniraptora                                                        |
|                   |                                                                    |

|  | †Ornithomimosauria |
|  |                    |
|  | Maniraptora        |
|  |                    |

|                   | †Compsognathidae                                                   |
|                   |                                                                    |
| Maniraptoriformes | \| \| †Ornithomimosauria \| \| \| \| \| \| Maniraptora \| \| \| \| |
|                   | \| \| †Ornithomimosauria \| \| \| \| \| \| Maniraptora \| \| \| \| |
|                   | †Ornithomimosauria                                                 |
|                   |                                                                    |
|                   | Maniraptora                                                        |
|                   |                                                                    |

|  | †Ornithomimosauria |
|  |                    |
|  | Maniraptora        |
|  |                    |

|                   | †Compsognathidae                                                   |
|                   |                                                                    |
| Maniraptoriformes | \| \| †Ornithomimosauria \| \| \| \| \| \| Maniraptora \| \| \| \| |
|                   | \| \| †Ornithomimosauria \| \| \| \| \| \| Maniraptora \| \| \| \| |
|                   | †Ornithomimosauria                                                 |
|                   |                                                                    |
|                   | Maniraptora                                                        |
|                   |                                                                    |

|  | †Ornithomimosauria |
|  |                    |
|  | Maniraptora        |
|  |                    |

|                   | †Compsognathidae                                                   |
|                   |                                                                    |
| Maniraptoriformes | \| \| †Ornithomimosauria \| \| \| \| \| \| Maniraptora \| \| \| \| |
|                   | \| \| †Ornithomimosauria \| \| \| \| \| \| Maniraptora \| \| \| \| |
|                   | †Ornithomimosauria                                                 |
|                   |                                                                    |
|                   | Maniraptora                                                        |
|                   |                                                                    |

|  | †Ornithomimosauria |
|  |                    |
|  | Maniraptora        |
|  |                    |

|                   | †Compsognathidae                                                   |
|                   |                                                                    |
| Maniraptoriformes | \| \| †Ornithomimosauria \| \| \| \| \| \| Maniraptora \| \| \| \| |
|                   | \| \| †Ornithomimosauria \| \| \| \| \| \| Maniraptora \| \| \| \| |
|                   | †Ornithomimosauria                                                 |
|                   |                                                                    |
|                   | Maniraptora                                                        |
|                   |                                                                    |

|  | †Ornithomimosauria |
|  |                    |
|  | Maniraptora        |
|  |                    |

|                   | †Compsognathidae                                                   |
|                   |                                                                    |
| Maniraptoriformes | \| \| †Ornithomimosauria \| \| \| \| \| \| Maniraptora \| \| \| \| |
|                   | \| \| †Ornithomimosauria \| \| \| \| \| \| Maniraptora \| \| \| \| |
|                   | †Ornithomimosauria                                                 |
|                   |                                                                    |
|                   | Maniraptora                                                        |
|                   |                                                                    |

|  | †Ornithomimosauria |
|  |                    |
|  | Maniraptora        |
|  |                    |

|                   | †Compsognathidae                                                   |
|                   |                                                                    |
| Maniraptoriformes | \| \| †Ornithomimosauria \| \| \| \| \| \| Maniraptora \| \| \| \| |
|                   | \| \| †Ornithomimosauria \| \| \| \| \| \| Maniraptora \| \| \| \| |
|                   | †Ornithomimosauria                                                 |
|                   |                                                                    |
|                   | Maniraptora                                                        |
|                   |                                                                    |

|  | †Ornithomimosauria |
|  |                    |
|  | Maniraptora        |
|  |                    |

|                   | †Compsognathidae                                                   |
|                   |                                                                    |
| Maniraptoriformes | \| \| †Ornithomimosauria \| \| \| \| \| \| Maniraptora \| \| \| \| |
|                   | \| \| †Ornithomimosauria \| \| \| \| \| \| Maniraptora \| \| \| \| |
|                   | †Ornithomimosauria                                                 |
|                   |                                                                    |
|                   | Maniraptora                                                        |
|                   |                                                                    |

|  | †Ornithomimosauria |
|  |                    |
|  | Maniraptora        |
|  |                    |

|                   | †Compsognathidae                                                   |
|                   |                                                                    |
| Maniraptoriformes | \| \| †Ornithomimosauria \| \| \| \| \| \| Maniraptora \| \| \| \| |
|                   | \| \| †Ornithomimosauria \| \| \| \| \| \| Maniraptora \| \| \| \| |
|                   | †Ornithomimosauria                                                 |
|                   |                                                                    |
|                   | Maniraptora                                                        |
|                   |                                                                    |

|  | †Ornithomimosauria |
|  |                    |
|  | Maniraptora        |
|  |                    |

|                   | †Compsognathidae                                                   |
|                   |                                                                    |
| Maniraptoriformes | \| \| †Ornithomimosauria \| \| \| \| \| \| Maniraptora \| \| \| \| |
|                   | \| \| †Ornithomimosauria \| \| \| \| \| \| Maniraptora \| \| \| \| |
|                   | †Ornithomimosauria                                                 |
|                   |                                                                    |
|                   | Maniraptora                                                        |
|                   |                                                                    |

|  | †Ornithomimosauria |
|  |                    |
|  | Maniraptora        |
|  |                    |

|                   | †Compsognathidae                                                   |
|                   |                                                                    |
| Maniraptoriformes | \| \| †Ornithomimosauria \| \| \| \| \| \| Maniraptora \| \| \| \| |
|                   | \| \| †Ornithomimosauria \| \| \| \| \| \| Maniraptora \| \| \| \| |
|                   | †Ornithomimosauria                                                 |
|                   |                                                                    |
|                   | Maniraptora                                                        |
|                   |                                                                    |

|  | †Ornithomimosauria |
|  |                    |
|  | Maniraptora        |
|  |                    |

|                   | †Compsognathidae                                                   |
|                   |                                                                    |
| Maniraptoriformes | \| \| †Ornithomimosauria \| \| \| \| \| \| Maniraptora \| \| \| \| |
|                   | \| \| †Ornithomimosauria \| \| \| \| \| \| Maniraptora \| \| \| \| |
|                   | †Ornithomimosauria                                                 |
|                   |                                                                    |
|                   | Maniraptora                                                        |
|                   |                                                                    |

|  | †Ornithomimosauria |
|  |                    |
|  | Maniraptora        |
|  |                    |

|                   | †Compsognathidae                                                   |
|                   |                                                                    |
| Maniraptoriformes | \| \| †Ornithomimosauria \| \| \| \| \| \| Maniraptora \| \| \| \| |
|                   | \| \| †Ornithomimosauria \| \| \| \| \| \| Maniraptora \| \| \| \| |
|                   | †Ornithomimosauria                                                 |
|                   |                                                                    |
|                   | Maniraptora                                                        |
|                   |                                                                    |

|  | †Ornithomimosauria |
|  |                    |
|  | Maniraptora        |
|  |                    |

|                   | †Compsognathidae                                                   |
|                   |                                                                    |
| Maniraptoriformes | \| \| †Ornithomimosauria \| \| \| \| \| \| Maniraptora \| \| \| \| |
|                   | \| \| †Ornithomimosauria \| \| \| \| \| \| Maniraptora \| \| \| \| |
|                   | †Ornithomimosauria                                                 |
|                   |                                                                    |
|                   | Maniraptora                                                        |
|                   |                                                                    |

|  | †Ornithomimosauria |
|  |                    |
|  | Maniraptora        |
|  |                    |

|                   | †Compsognathidae                                                   |
|                   |                                                                    |
| Maniraptoriformes | \| \| †Ornithomimosauria \| \| \| \| \| \| Maniraptora \| \| \| \| |
|                   | \| \| †Ornithomimosauria \| \| \| \| \| \| Maniraptora \| \| \| \| |
|                   | †Ornithomimosauria                                                 |
|                   |                                                                    |
|                   | Maniraptora                                                        |
|                   |                                                                    |

|  | †Ornithomimosauria |
|  |                    |
|  | Maniraptora        |
|  |                    |

|                   | †Compsognathidae                                                   |
|                   |                                                                    |
| Maniraptoriformes | \| \| †Ornithomimosauria \| \| \| \| \| \| Maniraptora \| \| \| \| |
|                   | \| \| †Ornithomimosauria \| \| \| \| \| \| Maniraptora \| \| \| \| |
|                   | †Ornithomimosauria                                                 |
|                   |                                                                    |
|                   | Maniraptora                                                        |
|                   |                                                                    |

|  | †Ornithomimosauria |
|  |                    |
|  | Maniraptora        |
|  |                    |

|                   | †Compsognathidae                                                   |
|                   |                                                                    |
| Maniraptoriformes | \| \| †Ornithomimosauria \| \| \| \| \| \| Maniraptora \| \| \| \| |
|                   | \| \| †Ornithomimosauria \| \| \| \| \| \| Maniraptora \| \| \| \| |
|                   | †Ornithomimosauria                                                 |
|                   |                                                                    |
|                   | Maniraptora                                                        |
|                   |                                                                    |

|  | †Ornithomimosauria |
|  |                    |
|  | Maniraptora        |
|  |                    |

|                   | †Compsognathidae                                                   |
|                   |                                                                    |
| Maniraptoriformes | \| \| †Ornithomimosauria \| \| \| \| \| \| Maniraptora \| \| \| \| |
|                   | \| \| †Ornithomimosauria \| \| \| \| \| \| Maniraptora \| \| \| \| |
|                   | †Ornithomimosauria                                                 |
|                   |                                                                    |
|                   | Maniraptora                                                        |
|                   |                                                                    |

|  | †Ornithomimosauria |
|  |                    |
|  | Maniraptora        |
|  |                    |

|                   | †Compsognathidae                                                   |
|                   |                                                                    |
| Maniraptoriformes | \| \| †Ornithomimosauria \| \| \| \| \| \| Maniraptora \| \| \| \| |
|                   | \| \| †Ornithomimosauria \| \| \| \| \| \| Maniraptora \| \| \| \| |
|                   | †Ornithomimosauria                                                 |
|                   |                                                                    |
|                   | Maniraptora                                                        |
|                   |                                                                    |

|  | †Ornithomimosauria |
|  |                    |
|  | Maniraptora        |
|  |                    |

|                   | †Compsognathidae                                                   |
|                   |                                                                    |
| Maniraptoriformes | \| \| †Ornithomimosauria \| \| \| \| \| \| Maniraptora \| \| \| \| |
|                   | \| \| †Ornithomimosauria \| \| \| \| \| \| Maniraptora \| \| \| \| |
|                   | †Ornithomimosauria                                                 |
|                   |                                                                    |
|                   | Maniraptora                                                        |
|                   |                                                                    |

|  | †Ornithomimosauria |
|  |                    |
|  | Maniraptora        |
|  |                    |

In un abstract presentato alla conferenza del 2021 della Society of Vertebrate Paleontology, Kimberley Chapelle e colleghi hanno affermato di aver trovato "solide prove" che Ornitholestes è l'oviraptorosauro divergente più antico, sulla base di un'analisi della scansione TC del cranio.

## Paleobiologia
In uno studio del 2001 condotto da Bruce Rothschild e altri paleontologi, 20 ossa del piede riferite ad Ornitholestes furono esaminate per segni di frattura da stress, ma non ne fu trovato alcuno.

### Funzione degli arti anteriori
Uno studio biomeccanico condotto da Phil Senter (2006) ha utilizzato calchi articolati dell'arto anteriore destro dell'esemplare tipo di Ornitholestes per determinare il suo intervallo di movimento. Senter scoprì che l'antebrachio (avambraccio) poteva oscillare liberamente entro un intervallo di 95°. Quando flesso (piegato verso l'interno) all'articolazione del gomito nella massima estensione possibile, l'omero e il radio formavano un angolo di 53°. La capacità di Ornitholestes di piegare l'avambraccio a un angolo significativamente più acuto di 90° è una caratteristica dei Maniraptoriformes, ma assente nei teropodi più primitivi come Coelophysis e Allosaurus. Anche quando completamente esteso al gomito, l'avambraccio non formava un angolo retto, mancando di 22°. La pronazione (torsione per far sì che il lato palmare della mano sia rivolto verso il basso) dell'avambraccio era impossibile, perché il radio e l'ulna non avevano superfici di rotolamento, il che significa che l'avambraccio era in uno stato permanente di supinazione. Quando Ornitholestes piegava i gomiti, ciò faceva sì che gli avambracci si muovessero verso l'interno, verso la sua linea mediana. L'animale potrebbe aver utilizzato questa capacità per afferrare la preda con entrambe le mani simultaneamente.

### Dieta

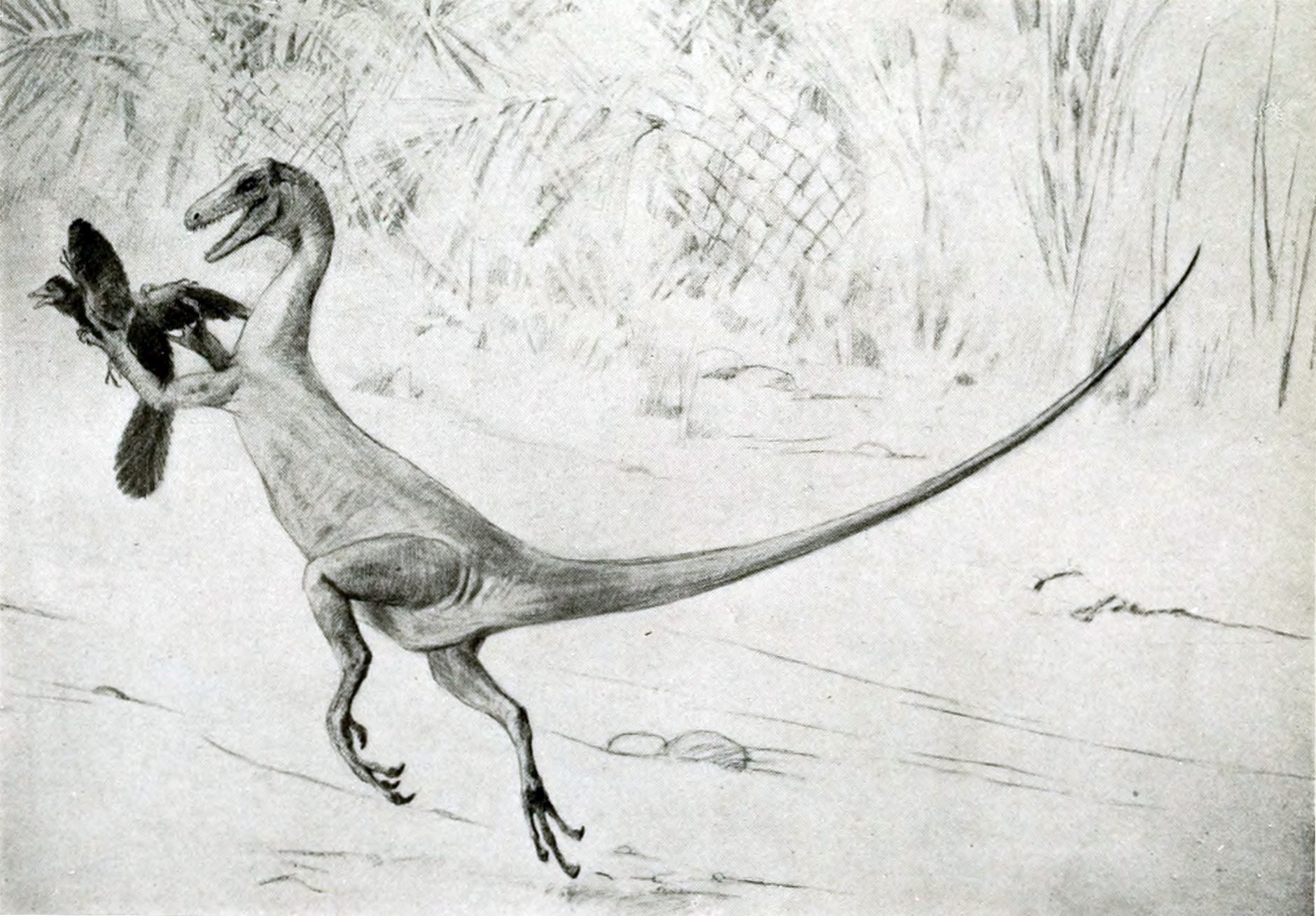
Illustrazione obsoleta di Charles R. Knight che ritrae Ornitholestes mentre preda un Archaeopteryx, sebbene i due non fossero contemporanei

Henry Fairfield Osborn, nella sua descrizione del 1903 di Ornitholestes, notò i suoi denti anteriori grandi e conici, il "rapido potere di presa" della sua mano e il "potere di bilanciamento" della sua coda; Osborn interpretò queste caratteristiche come adattamenti per predare gli uccelli contemporanei, da cui derivo il nome dell'animale. Osborn in seguito rinnegò questa ipotesi, suggerendo nel 1917 che Ornitholestes presentava le prime fasi di una transizione da uno stile di vita carnivoro a uno più erbivoro, ma non prima che Charles R. Knight avesse disegnato un'illustrazione influente e ampiamente pubblicata di un Ornitholestes mentre predava un Archaeopteryx. L'illustrazione di Knight, e altre da essa derivate, continuarono ad apparire nei libri sui dinosauri destinati a un pubblico popolare per tutto il XX secolo, rinforzando questo stereotipo. David Norman (1985) ammise che era "solo possibile, anche se non molto probabile" che Ornitholestes fosse in grado di catturare e nutrirsi di uccelli primitivi.
La maggior parte degli autori più recenti, tuttavia, ha invece suggerito una dieta di piccoli vertebrati terrestri. Rane, salamandre, mammiferi, lucertole, rincocefali e dinosauri appena nati sarebbero stati tutti potenziali prede dell'animale. Gregory S. Paul (1988) suggerì che Ornitholestes usasse i suoi denti anteriori conici per catturare i pesci. Norman (1985) suggerì che il cranio e le mascelle robuste avrebbero consentito ad Ornitholestes di affrontare "prede più grandi e più attive" rispetto ad altri piccoli teropodi. Su questo filone, David Lambert (1993) ipotizzò che se Ornitholestes fosse stato un cacciatore gregario, sarebbe stato in grado di "affrontare ornitopodi grandi quanto un giovane Camptosaurus".
Nel 2007, John Foster, uno specialista della Formazione Morrison, suggerì la possibilità di una suddivisione di nicchia tra Ornitholestes e il contemporaneo Coelurus, che rientrava nella stessa gamma di dimensioni. Foster teorizzò che i grandi occhi di Ornitholestes lo rendessero un eccellente predatore notturno, mentre Coelurus potrebbe essersi specializzato nella caccia diurna. Foster notò, tuttavia, che questa ipotesi era in gran parte speculativa; la mancanza di materiale cranico conservato di Coelurus rende impossibile verificare se i suoi occhi fossero proporzionalmente più piccoli di quelli di Ornitholestes.
Paul (1988) stimò che un Ornitholestes endotermico di 12 kg avrebbe un fabbisogno alimentare giornaliero di circa 700 grammi di carne.

### Piumaggio
L'ornitologo Percy Lowe ipotizzò già nel 1944 che Ornitholestes potessero essere stato ricoperto da piumaggio. Tuttavia, questa interpretazione fu ampiamente ignorata per oltre mezzo secolo; la maggior parte delle ricostruzioni di dinosauri teropodi, tra cui Ornitholestes, dell'epoca li ritraevano con una pelle squamosa simile a quella dei rettili odierni. Una delle poche eccezioni fu Predatory Dinosaurs of the World (1988) di Gregory S. Paul, tra i primi a ricostruire i teropodi con tegumenti piumosi. The Dinosaur Heresies (1986) di Robert T. Bakker predisse accuratamente la presenza di piume nei dromaeosauridi e sostenne che tutti i dinosauri fossero endotermici, ma non incorporò piume nella sua illustrazione di Ornitholestes.
Nel 1996, il primitivo coelurosauro Sinosauropteryx fu scoperto in Cina. Il fossile ben conservato mostrava che questo dinosauro aveva un folto piumaggio di piume rudimentali simili a pelliccia. Come risultato di questa e di altre scoperte simili, la maggior parte dei paleontologi ora ritiene probabile che tutti i coelurosauri avessero piume isolanti di qualche tipo, o discendessero da antenati che le avevano. Sulla base della sua posizione filogenetica, John Foster (2007) ha dedotto che le piume di Ornitholestes sarebbero state probabilmente più primitive di quelle degli uccelli odierni; probabilmente "avrebbero coperto il corpo, tranne le zampe, con una corta pelliccia, forse con piume più lunghe che rivestano la parte superiore del cranio o del collo e il bordo posteriore degli avambracci". Supponendo che fossero presenti, queste piume sarebbero state utilizzate per l'isolamento e forse anche per la cova delle uova.